# Dyscia crassipunctaria
Dyscia crassipunctaria är en fjärilsart som beskrevs av Hans Rebel 1916. Dyscia crassipunctaria ingår i släktet Dyscia och familjen mätare. Inga underarter finns listade i Catalogue of Life.